# 俄羅斯格涅辛音樂學院

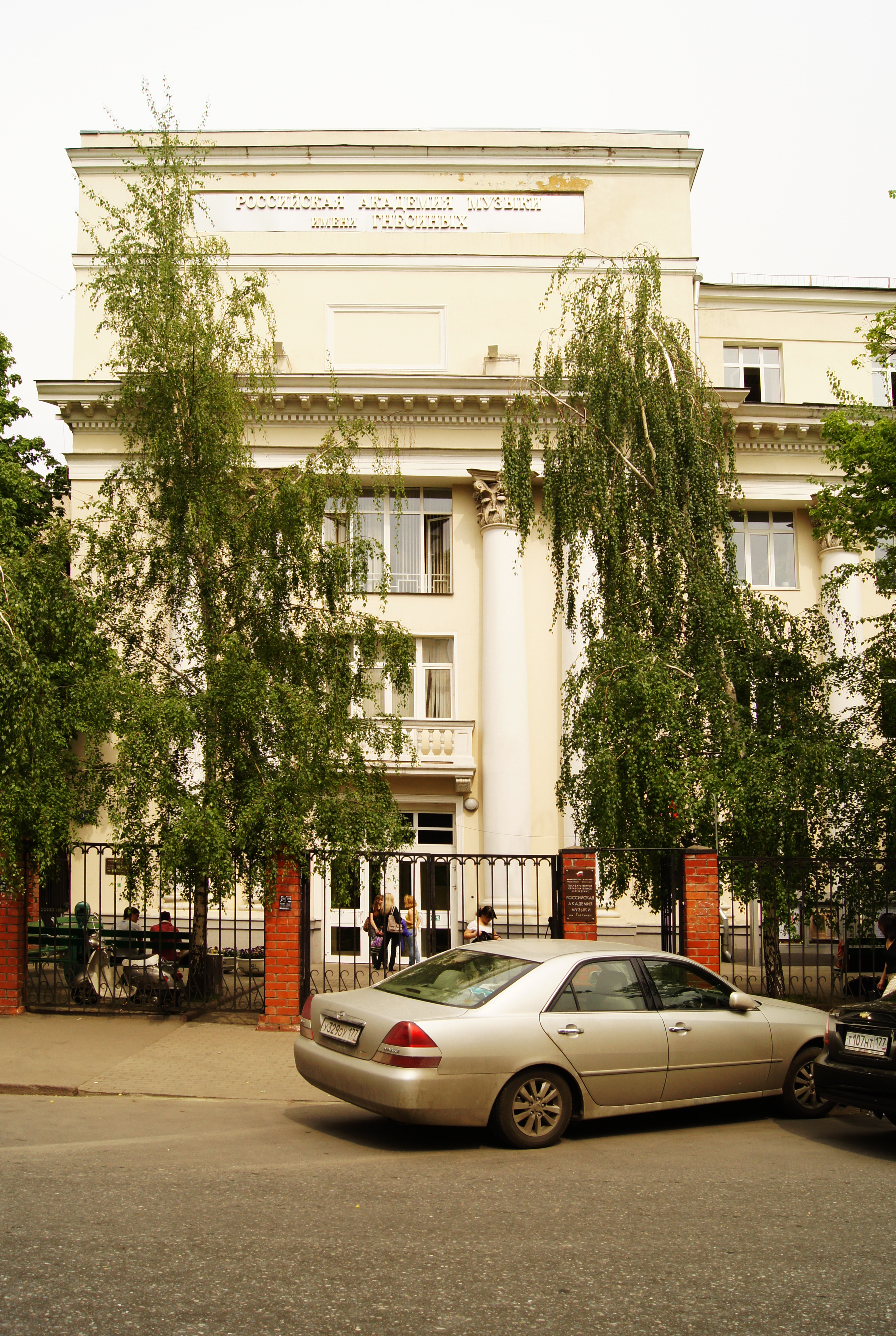
格涅辛音乐学院主楼

俄羅斯格涅辛音乐学院（俄语：Российская академия музыки имени Гнесиных）建于1895年，位于俄罗斯首都莫斯科，是与莫斯科音乐学院齐名的音乐类高校，校名来自于三名创始人——格涅辛姐妹。

## 知名校友
- 季马·比兰
- 叶甫根尼·基辛
- 亚历山大·寇伯林
- 维沙翁·雅科夫列维奇·舍巴林
- 米卡埃尔·塔里弗迪夫
- 丹尼尔·特里福诺夫
- 左贞观

## 知名讲师
- 阿拉姆·哈恰图良
- 扎拉·多鲁哈诺娃
- 莱因霍尔德·莫里采维奇·格里埃尔
- 亚历山大·寇伯林